# 리강 사건
리강 사건은 2010년 10월 16일 저녁 중국 허베이성 바오딩시 허베이 대학에서 검은색 폭스바겐 마고탄이 좁은 골목을 가다가 대학생 2명을 들이받는 사건이 발생했다. 그중 한 명인 스자좡시 전자정보공학대학 학생 천샤오펑(陈晓凤, 20세)은 병원에서 사망했다. 또 다른 피해자 장징징(张晶晶, 19세)은 왼쪽 다리가 골절됐지만 안정된 상태를 유지했다.
음주운전을 한 리치밍(22)씨는 현장에서 탈출을 시도한 뒤 여자친구를 내려주기 위해 계속해서 여자 기숙사까지 차를 몰고 갔다. 경비원들에게 체포되자 그는 아버지의 입장이 자신에게 면책을 줄 것이라고 확신하면서 "감히 고소해 보세요. 우리 아버지는 리강이에요!"(有本事你们告去，我爸是李刚)라고 소리쳤다.
중국 인터넷 포럼에서 분노가 터진 후, 신상 털기 검색 결과 리강이 현지 공안국 부국장인 것으로 밝혀졌다. 사건이 발생한 지 4일 후 온라인 시 경연 대회에서는 참가자들에게 "내 아버지는 리강이다"(我爸是李刚)라는 문장을 한시에 포함시켜 달라고 요청했다. 이 대회는 중국의 인기 게시판 시스템인 MOP에서 피기 핏 베타(Piggy Feet Beta)라는 별명을 가진 중국 북부의 여성 블로거에 의해 만들어졌다. 6,000개 이상의 제출물이 접수되었다. 이 문구는 이후 중국 내에서 인기 있는 캐치프레이즈이자 인터넷 밈이 되었으며, 다양한 포럼과 게시판, 유사한 대회에서 광고 슬로건과 노래 가사를 사용하여 자주 볼 수 있었고, 책임을 회피하려는 연사들의 대화에서 아이러니하게도 사용되었다.
중국공산당 관리들은 처음에 이 사건에 대한 보도를 억제하려고 시도했지만 그들의 노력은 역효과를 냈다. 10월 21일 중국중앙텔레비전과의 인터뷰에서 리강은 눈물을 흘리며 사과했다. 그러다가 10월 22일 리치밍의 사과를 담은 영상이 공개됐다. 사과가 정치적인 행위라고 믿었던 첸의 형을 포함한 피해자 가족들은 사과를 거부했다. 인민일보는 10월 26일자 사설에서 당국이 이 사건을 스스로 해결하고 문제를 밝혀줄 것을 촉구했다.
10월 29일, 사우스 차이나 모닝 포스트 등 소식통은 10월 28일에 발표된 중국공산당 중앙선전부의 지시에 "허베이 대학 교통 방해에 대해 더 이상 과장된 광고를 하지 말라"고 지시했다고 밝혔다. 영향력 있는 왕커친의 블로그에 따르면, 11월 1일 천샤오펑 친척의 변호사 장카이는 베이징 법무국으로부터 경고를 받은 후 갑자기 사건 변호를 종료하라는 요청을 받았다. 같은 날 바오딩 교통경찰국장 류와 왕두현 서기 일부는 사건 해결을 위해 천샤오펑의 친척들에게 금품을 제안했다.
11월 4일, 중앙선전부는 천샤오펑의 동생 천린이 정부에 비판적인 내용을 담은 봉황TV의 인터뷰에 대한 뉴스를 금지했다.
11월 9일, 이 사건에 대한 인터넷 토론은 규제로 인해 중단됐지만, 아이웨이웨이 등 현지 학생들과 활동가들은 계속해서 목소리를 내고 있다.
2011년 1월, 리치밍이 체포되었다. 그는 6년 징역형을 선고받았으며 천샤오펑 가족에게 보상금으로 69,900달러를 지급하라는 명령을 받았다. 리씨는 부상당한 여성에게 13,800달러를 지불하라는 명령도 받았다.

## 같이 보기
- 만리방화벽
- 중국의 검열
- 중화인민공화국의 인터넷 검열